# マイアミ (軽巡洋艦)
マイアミ (USS Miami, CL-89) は、アメリカ海軍の軽巡洋艦。クリーブランド級軽巡洋艦の18番艦。艦名はフロリダ州マイアミに因む。その名を持つ艦としては2隻目。

## 艦歴
マイアミは1941年8月2日にペンシルベニア州フィラデルフィアのウィリアム・クランプ・アンド・サンズで起工し、1942年12月8日にC・H・リーダー夫人（マイアミ市長夫人）によって進水、1943年12月28日にジョン・G・クローフォード艦長の指揮下就役する。
1944年1月1日、デラウェア川で水上公試を開始し、1月21日～2月3日まで改造と弾薬積み込みのためフィラデルフィアに停泊した。2月4日に出港し、2月7日からデラウェア湾で公試を再開し、駆逐艦「トゥイッグズ(USS Twiggs, DD-591)」と合流し、さらなる訓練のためチェサピーク湾へ向かった。2月12日、バージニア州ポーツマスのノーフォーク海軍基地へ移動し、2日後に重巡洋艦「クインシー (USS Quincy, CA-71) 」、駆逐艦「カーミック(USS Carmic, DD-493) 」「ドイル(USS Doyle, DD-494) 」とともに英領西インド諸島のトリニダード島へ向けて慣熟航海に出発した。航海中、「マイアミ」の乗員が1名海に転落して行方不明となった。
その後2週間、「マイアミ」と3隻はパリア湾で3月3日まで訓練を行い、「マイアミ」と「クインシー」は駆逐艦「ボールドウィン(USS Baldwin, DD-624)」「トンプソン(USS Thompson, DD-627)」に先導されてノーフォークへ向かった。4日後に帰還した「マイアミ」はドナルド・B・バーリー少将の視察を受けた。3月11日、翌日のテストのためチェサピーク湾の海軍調査研究所支部へ向け出港した。3月13日にはデラウェア湾に戻り、その後3月14日にはフィラデルフィアに異動し、月末まで修理を受けた。4月2日、ボストンへ移動し、4月7日にメイン州カスコ湾へ向け出港し、軽巡「ヒューストン (USS Houston, CL-81) 」、駆逐艦「エドワーズ(USS Edwars, DD-619) 」、護衛駆逐艦「フランシス・M・ロビンソン(USS Francis M. Robinson, DE-220) 」と射撃訓練を行った。1週間の訓練を終えた「マイアミ」は「エドワーズ」とともに4月14日にボストンへ帰還した。
「マイアミ」は太平洋への出撃を命じられ、4月16日に出港した。「マイアミ」は軽巡「ヒューストン」「ヴィンセンス (USS Vincennes, CL-64) 」、駆逐艦「マンセン(USS Monssen, DD-798) 」「ブルーム(USS Broome, DD-210) 」「シンプソン(USS Sinmpson, DD-221) 」とともに第27.7任務群 (TG27.7)を形成した。4月22日、TG27.7はパナマ運河を通過し、翌日には第12.3任務群 (TG12.3) に再編成され、「ブルーム」と「シンプソン」が離脱した。TG12.3はカリフォルニア州サンディエゴに向かい、4月40日に到着。翌日には真珠湾へ向けて出港し、5月6日に到着した。「マイアミ」は5月8日、重巡「インディアナポリス (USS Indianapolis, CA-35) 」と訓練を行った。その後、5月13日～24日まで整備を受けた。

### マリアナ・パラオ諸島の戦い
「マイアミ」は高速戦艦「ノースカロライナ (USS North Carolina, BB-55) 」「ワシントン (USS Washington, BB-56) 」、軽巡「ヴィンセンス」「ヒューストン」、掃海艦「テラー(USS Terror, CM-5) 」、駆逐艦「ラング(USS Lang, DD-399) 」「スタレット (USS Sterett, DD-407) 」「ウィルソン(USS Wilson, DD-408) 」「マッカラ(USS McCalla, DD-488) 」「コットン(USS Cotten, DD-669)」「ドーチ(USS Dortch, DD-670) 」とともに第12.1任務群 (TG12.1) を構成した。TG12.1は5月24日、マーシャル諸島マジュロへ向けて出港し、6日後に到着。当時第5艦隊の麾下にあった空母機動部隊第58任務部隊に合流した。「マイアミ」は空母「エセックス (USS Essex, CV-9) 」「カウペンス (USS Cowpens, CVL-25) 」「ラングレー (USS Langley, CVL-27) 」からなる第58.4任務群に組み込まれた。米国艦隊のマリアナ・パラオ諸島の制圧作戦は、6月11日のサイパン島への空襲に始まり、翌週まで続いた。「マイアミ」は6月19日に日本軍が航空機による反撃を開始した際、艦隊の対空防御に加わったが、大きな交戦は経験しなかった。その日、「マイアミ」は日本の潜水艦と思しきものに副砲を発砲したが、実際は放棄されたサンパンだった。
「マイアミ」は6月27日までサイパン侵攻を支援する空爆を行う空母部隊の護衛を続けたが、同日、「ヒューストン」と5隻の駆逐艦とともに第58.4.5任務隊へ異動となり、アメリカ軍が上陸する前にグアムを砲撃することになった。「マイアミ」は島の日本軍陣地のほかに、アプラ港に停泊していた貨物船も攻撃した。オロート半島の砲台も「マイアミ」と交戦したが、最終的に沈黙させられた。「マイアミ」と僚艦は空母の護衛任務に戻ることになった。「マイアミ」は空母「レキシントン (USS Lexington, CV-16) 」「バンカー・ヒル (USS Bunker Hill, CV-17) 」「サン・ジャシント (USS San Jacinto, CVL-30) 」からなる第58.3任務群 (TG58.3) に配属された。6月14日、「マイアミ」は7月6日に艦隊に復帰する前に備品と弾薬を補給するためエニウェトク環礁に立ち寄った。7月31日にサイパン沖に停泊したが、そのころには島はアメリカ軍に制圧されていた。翌朝、硫黄島へ向けて出撃した。8月11日、エニウェトクで補給と整備を受けるためTG58.3から離脱した。8月25日、姉妹艦「ヴィックスバーグ (USS Vicksburg, CL-86) 」と駆逐艦4隻とともに第58.1.2任務隊を構成した。
8月26日、「マイアミ」は戦艦「インディアナ (USS Indiana, BB-58) 」からOS2Uの搭乗員を迎えるため任務隊を離れたが、「インディアナ」に接触する前に呼び戻された。この頃、空母機動部隊は第3艦隊の指揮下に移り、艦隊の再編成が行われた。「マイアミ」は空母「バンカー・ヒル」「イントレピッド (USS Intrepid, CV-11) 」「ハンコック (USS Hancock, CV-19) 」、軽空母「インディペンデンス (USS Independence, CVL-22) 」「カボット (USS Cabot, CVL-28) 」、戦艦「アイオワ (USS Iowa, BB-61) 」「ニュージャージー (USS New Jersey, BB-62) 」からなる第38.2任務群 (TG38.2) に異動した。9月7日、ペリリュー侵攻に備えてパラオ諸島のペリリュー島とアンガウル島の日本軍拠点を攻撃する空母群を護衛した。9月12日～15日、TG38.2はフィリピンの日本軍飛行場を攻撃し、この間の9月14日に「マイアミ」は撃墜されたF6F戦闘機のパイロットを救助した。9月28日、補給のためサイパンへ戻った。

### フィリピンの戦い
「マイアミ」は、戦艦「ワシントン」「ニュージャージー」「アイオワ」「アラバマ (USS Alabama, BB-60) 」、空母「インディペンデンス」とともに第34任務部隊に加わり、訓練を行った。9月30日、「マイアミ」は艦隊の前線基地であるカロリン諸島ウルシー環礁へ出発し、同地で第38.2任務群 (TG383.2) に加わった。10月6日、「マイアミ」他の空母機動部隊は沖縄と台湾の日本軍施設を攻撃するため出撃した。10月8日、艦隊は日本軍航空機の攻撃を受け、同日深夜、「マイアミ」は対空砲で1機を撃墜し、1機の撃墜を支援と記録された。10月13日早朝にはさらに1機を撃墜した。レイテ島の戦いが近づくと、艦隊は10月18日にルソン島のアパリとラオアグを攻撃した。2日後、アメリカ軍はレイテ島上陸作戦を開始した。
続くレイテ沖海戦において「マイアミ」は10月26日に僚艦とともに駆逐艦「野分」を撃沈している。
翌日、TG38.2は一旦東へ後退し、11月5日～6日にルソン島の飛行場を攻撃し、その後「マイアミ」はウルシーへ戻り、11月9日～13日まで同地に停泊した。翌日、出撃して部隊に復帰し、11月18日～25日までルソン島を攻撃した。この間の11月25日、日本の急降下爆撃機を撃墜している。10月26日、補給を受けるためウルシーへ戻り、その後1週間にわたり訓練を行った。続いて第30.4任務群に合流して12月9日に出撃し、12月14日～16日までルソン島を攻撃した。12月18日、艦隊はコブラ台風に遭遇し、駆逐艦3隻が沈没し、「マイアミ」を含む数隻が損傷した。「マイアミ」は船体の22、33番フレームが大きく損傷し、OS2U1機が海に落下し、1機が損傷がひどいため放棄されたが、12月24日にウルシーへ戻るまで、同地に留まって生存者の救助にあたった。
修理完了後、「マイアミ」は第38.3任務群に加わり、グラティテュード作戦に参加するため1945年1月1日に出撃した。この作戦は日本の占領下にある中国、台湾、東南アジアの飛行場を無力化し、フィリピンの日本軍の孤立化を図るものだった。まず空母群は台湾とその周辺を攻撃し、1月6日～8日にかけてルソン島を再び攻撃し、1月10日未明に南シナ海に入った。空母群は日本占領下の仏領インドシナを攻撃し、北上して1月15日と16日に再び台湾を攻撃した。その後、艦隊はバリンタン海峡、ルソン海峡を通過し、1月2日と21日に沖縄を攻撃した。その後、次なる大攻勢に備えるためウルシーへ向かい、1月27日に到着した。

### 沖縄・小笠原諸島攻略戦
1945年2月10日、「マイアミ」は硫黄島侵攻を支援するため艦隊とともに出撃した。この頃、空母機動部隊は第5艦隊の指揮下に戻り、「マイアミ」は第58.1任務群 (TG58.1) に移っていた。空母群は2月15日夜に東京への空襲を開始した。2月18日、艦隊は父島攻撃に向かい、続けて2月20日～22日に沖縄を攻撃した。このとき、アメリカ軍は硫黄島侵攻を開始していた。
同月後半、「マイアミ」と軽巡「ヴィックスバーグ」「ヴィンセンス」「サンディエゴ (USS San Diego, CL-53)」および駆逐艦15隻からなる第58.1.22任務隊が編成され、同任務隊は3月2日、沖大東島を攻撃した。3日後、「マイアミ」は補給のためウルシーへ戻った。3月14日に出撃して空母機動部隊に合流し、3月18日～31日にかけて沖縄と九州への攻撃に加わり、空母の護衛を行った。「マイアミ」はTG58.1所属のまま、4月1日からの沖縄戦では上陸部隊を支援する空母「ホーネット (USS Hornet, CV-12) 」「ベニントン (USS Bennington, CV-20) 」「ベロー・ウッド (USS Belleau Wood, CVL-24) 」を4月11日まで護衛した。
その翌日、「マイアミ」は沖縄周辺で撃墜されたパイロットの捜索にあたり、「マイアミ」所属のOS2Uが海上で1名を救助し、奄美大島に漂着していた2名を収容した。4月14日、「マイアミ」は対空砲火で数機の日本機を撃墜したと報告した。第58任務部隊は4月20日～30日にかけて奄美大島、徳之島、喜界島を攻撃した。5月1日、「マイアミ」はウルシーに戻り、1週間かけて修理と補給を受けた。
1945年5月10日にウルシー環礁を出航したマイアミは17日に真珠湾に到着、続いてオーバーホールのため本国に向かった。5月24日にサンフランシスコに到着、入渠中の8月15日に戦争は終結し、8月25日に真珠湾に到着した。

### 戦後
9月から10月にかけて「マイアミ」は琉球諸島で活動し、沖縄北方の小島の占領作業に従事した。横須賀を短期間訪問した後、カロリン諸島に向かい11月11日にトラック島に到着、同島の基地の砲撃による損害を調査した。
11月25日に帰国を命じられた「マイアミ」は、12月10日にロングビーチに到着した。カリフォルニア州沿岸で海軍予備役兵の訓練を行った後、1947年6月30日に予備役となり太平洋予備役艦隊入りする。1961年9月1日に除籍され、1962年7月26日にビバリーヒルズのニコラ・ジョフィ社にスクラップとして売却された。
「マイアミ」は第二次世界大戦の戦功で6個の従軍星章を受章した。